# Lost and Won
Lost and Won er en amerikansk stumfilm fra 1917 af James Young.

## Medvirkende
- Marie Doro som Margaret Lane.
- Elliott Dexter som Walter Crane.
- Carl Stockdale som Kirkland Gaige.
- Mayme Kelso som Walter tante.
- Robert Gray som Bill Holt.